# Korni és Berni
A Korni és Berni (francia címen: Corneil et Bernie, angol címen: Watch My Chops, néha Corneil & Bernie) 2004 és 2016 között futott francia–angol televíziós 2D-s számítógépes animációs vígjátéksorozat, amit Stephan Franck és Emmanuel Franck alkotott és Albert Pereira-Lazaro rendezett. A zenéjét Dimitri Bodiansky, Bruno Guéraçague és Nicholas Varley szerezte, a producerei Roch Lener és Jonathan Peel voltak. A sorozatot Franciaországban a France 3, míg Magyarországon a TV2 és a Super TV2 mutatta be, a 2.évadot 10 évvel az 1. évad bemutatója után az RTL+ mutatta be 2024. augusztus 1-én.

## Ismertető
A főszereplő Bernie Barges, a tinédzser aki kutyaszitterként dolgozik a gazdag John és Beth lakásán. Ám a rábízott kutya, Korni nem éppen átlagos – tud írni, olvasni, és beszélni, ám ezt csak Berni tudja. A két barát emiatt elég gyakran kerül kalandokba.

## Magyar hangok
A szinkront a TV2, majd az RTL Magyarország megbízásából a Masterfilm Digital, majd a Mangafan és a Balog Mix stúdió készítette.
- Kerekes József – Korni
- Baráth István – Berni
- Szokol Péter – John
- Ferenc Gabriella – Beth

## Epizódok

### 1. évad
1. Pánik a fedélzeten / A zseni megvillan (Panic on Board / Stroke of Genius)
2. Holdszúrás / Dzsungelpánik (Moonstroke / Jungle Panic)
3. Rádió Berni / Harmadik típusú átverések (Radio Bernie / Close Encounters of the Alien Kind)
4. Szerelmes Korni / Ebrablás (Corneil in Love / Doggone!)
5. Mint két tojás / Meglepetés (Peas in Pod / Surprise Surprise)
6. A titok / Gejzír (The Secret / 200 Feet Under)
7. Korni és a betörő / Jöttmentek (Art Attack / City Bumpkins
8. Kutyaélet / Keresztbeverés (A Dog's Life / Double Jeopardy)
9. Törések / Nevetséges intelligencia (Unlucky Break / Superficial Intelligence)
10. Téves riasztás / A legodaadóbb rajongó (Pregnant Paws / The Fan)
11. Korni Schiffer / Barát, kontra, haver (Dog Walk Model / A Friend In Need)
12. Don Kornéliusz felügyelő / Kutyák és sitterek (Don Corneilius / The Dog-Sitter Show)
13. Bernipó és Mikutya / Egyik kutya, másik eb (Santa Paws / Love Me, Love My Dog)
14. Eau de Korni / Hazudós kutyák (Eau de Corneil / Let Talking Dogs Lie)
15. Telepatetikus / Minden, ami huhog éjjel (Telepatethic / Things That Go Woof In The Night)
16. A nagy álom / Buta kutya (The Big Sleep / Dogs Are Dumb)
17. A napló / A kutya vacsorája (The Diary / A Dog's Dinner)
18. Otthon, édes otthon! / A mindent tudó úr (Home Sweet Home / Mr. Know It All)
19. Deszkás álmok / Ösztön (Pipe Dreams / Basic Instinct)
20. Hajszál híján / Aki kapja, megszívja (By A Whisker / Finders Weepers)

1. Szerelem első látásra / Lépj be a klubba! (Love in First Sight / Join the Club)
2. Mindenütt jó, de legjobb otthon / Az őrangyal (No Place Like Home / Guardian Angel)
3. Ki szólt? / Szél s ebes (Who Said That? / Gone to the Dogs)
4. Te lépsz! / Kedvencek háborúja (Your Move / Fur Wars)
5. A 68837-es / Egyik kopó, másik eb (Where There's a Will / Police Dogged)
6. Malacmuri / Inadiana csont (Pork-a-Palooza / Bone of Contention)